# Storia della Liguria
La Storia della Liguria riguarda la vicende storiche relative alla Liguria, regione dell'Italia.

## I Liguri nelle testimonianze degli autori antichi
I Liguri sono nominati per la prima volta in un frammento di Esiodo riportato da Strabone ne "La Geografia VII 3,7", come i più antichi abitanti dell'Occidente: “Etiopi, Liguri e Sciti allevatori di cavalli”.  Altri autori (Diodoro Siculo, Virgilio, Livio, Cicerone) riportano come i Liguri ancora nel II secolo a.C. vivessero in condizioni primitive e ci consegnano l'immagine di un popolo semiselvaggio, ferino, i cui guerrieri incutono timore solo con il loro aspetto. Nel contempo vengono però sottolineate le qualità di solidarietà e onestà di una popolazione agricola e pastorale non ancora divisa in classi e in cui le donne affrontano le stesse fatiche degli uomini in una terra definita sassosa, sterile, aspra, o coperta di alberi da abbattere. Non tutti gli autori antichi esprimono giudizi positivi, ad esempio Marco Porcio Catone definisce i Liguri ignoranti e bugiardi, un popolo che ha perso memoria delle proprie origini. Tutti questi elementi ci fanno capire come i Liguri, popolo antichissimo la cui diffusione in tempi remoti interessò gran parte del Mediterraneo Occidentale, furono assoggettati non senza difficoltà dai Romani, nei confronti dei quali la mancanza di una cultura, di tradizioni radicate, di una identità, di un'unità politica e di una classe nobiliare con potere decisionale, furono motivo di debolezza non sufficientemente bilanciata dal vigoroso temperamento che li caratterizzava.

## Preistoria e primi insediamenti umani

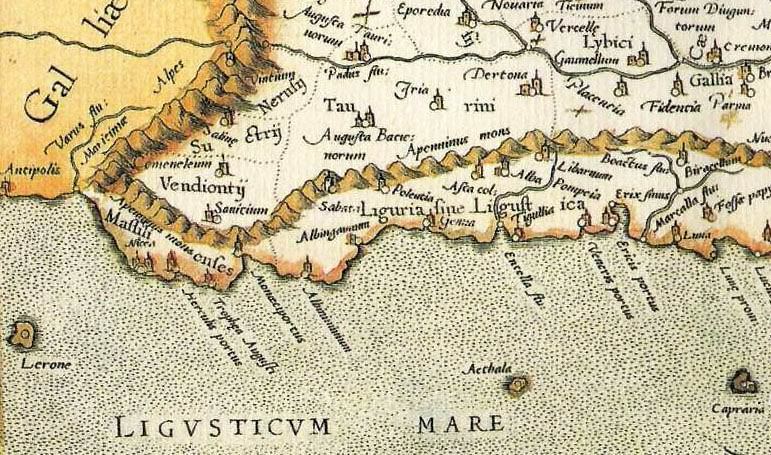
Antica mappa del 1576 del territorio ligure.

Le testimonianze della presenza dell'uomo in Liguria sono da ricercarsi fin dalla preistoria. Presso il porto di Nizza, a Terra Amata, sono state ritrovate le tracce delle più antiche capanne costruite da cacciatori nomadi, circa 300.000 anni fa. La stratigrafia ha mostrato diversi periodi insediativi, con resti di capanne ovali a focolare centrale, ciottoli scheggiati, raschiatoi e animali catturati quali cinghiali, tartarughe, rinoceronti di Merk, elefanti meridionali, uri, uccelli vari. Vicino a Loano sono state trovate tracce dell'Uomo di Neandertal. Nelle grotte di Toirano sono visibili segni di frequentazioni riconducibili alla fine del Paleolitico Superiore. Nella grotta dei Balzi Rossi di Ventimiglia sono apparsi resti che ricordano l'Uomo di Cro-Magnon. Alle Arene Candide si trovano testimonianze del Neolitico e strati epigravettiani databili tra i 20.000 e i 18.700 anni fa, mentre nelle grotte lungo il torrente Pennavaira, nella valle omonima in territorio ingauno, sono stati ritrovati reperti umani risalenti fino al 7.000 a.C.
A partire dal II millennio a.C. (neolitico) si hanno notizie della presenza dei liguri su un territorio molto vasto, corrispondente alla maggior parte dell'Italia settentrionale.
Comunemente si pensa che gli antichi Liguri si sistemarono sul litorale mediterraneo dal Rodano all'Arno (così ci tramanda Polibio), spingendo la propria presenza fino alla costa mediterranea spagnola ad occidente ed al Tevere verso sud-est, colonizzando le principali isole come la Corsica, la Sardegna (vedi Corsi (popolo antico)) e la Sicilia. Poteva essere una popolazione di circa 200.000 persone, suddivise in varie tribù. Di loro ci restano numerosi reperti ceramici.
Successivamente le migrazioni celtiche (che parlavano il leponzio o lepontico), come pure le colonizzazioni di fenici, greci e cartaginesi, hanno rimpiazzato i Liguri a partire dal IV secolo a.C.

## Epoca romana

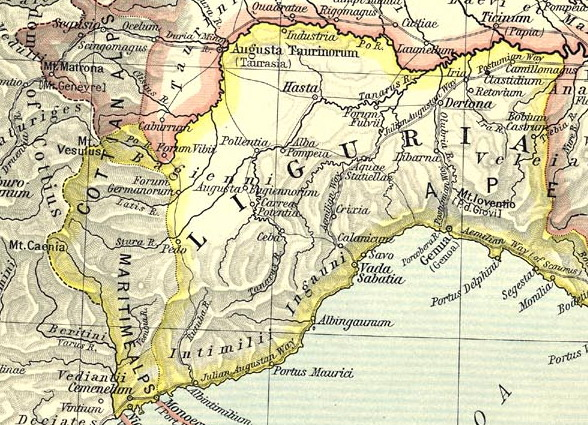
La Regio IX Liguria in epoca romana al tempo di Augusto.

Con la prima guerra punica (III sec a.c.) i Liguri si divisero tra alleati di Cartagine e alleati di Roma. Fu quando i Romani conquistarono questo territorio, con l'aiuto dei loro federati Genuates, che lo si chiamò Liguria, corrispondente alla IX Regio dell'Impero romano, la quale si estendeva dalle Alpi Marittime e Cozie, al Po, al Trebbia e al Magra. La descrizione della IX regio Italiae risale a Plinio (III, 5, 49): patet ora Liguriae inter amnes Varum et Macram XXXI Milia passuum. Haec regio ex descriptione Augusti nona est. Questa regione era più ridotta rispetto all'originale area occupata dai Liguri in epoca preistorica. Probabilmente in questa provincia si conservava ancora l'ethnos ligure più puro, mentre in Lunigiana e nelle regioni transalpine le popolazioni si erano ormai mischiate con altre tribù. Infatti Ecateo di Mileto nel VI secolo a.C. ci tramanda che Monaco e Marsiglia erano città liguri e gli Elisici, popolo stanziato tra Rodano e Pirenei, erano un misto di Liguri e Iberi. Nel Trecento Dante, prendendo in considerazione soprattutto l'aspetto linguistico-dialettale, parlerà della Liguria come di una regione compresa tra il Trofeo di Augusto, Lerici e lo spartiacque alpino-appenninico. Nonostante ciò la consapevolezza di una unicità etnica antica più ampia sopravvive ancora a lungo. Il concetto di una regione estesa tra il Varo e l'Arno è ancora ripreso da Jacopo Bracelli, cancelliere della Repubblica di Genova dal 1419, nella sua Descrizione della Riviera.
Nel 180 a.C. i Romani, per poter disporre della Liguria nella loro conquista della Gallia, dovettero deportare 47.000 Liguri Apuani, irriducibili ribelli, confinandoli nell'area Sannitica compresa tra Avellino e Benevento.

## Alto medioevo

Il Regno d'Italia all'epoca di Lotario II.

Dopo la caduta dell'Impero romano, fu devastata dagli Eruli e dai Goti. I Bizantini dopo la guerra gotica, occuparono tutta la parte che va dal mare all'Appennino creandovi la provincia bizantina di Liguria. La regione si restrinse alla sua fascia costiera, che perse i contatti con l'oltregiogo e fu quindi "obbligata" a rivolgersi verso il mare.
Nel 641 la provincia bizantina fu conquistata dal re longobardo Rotari e diventò "ducato di Liguria", con Genova capitale. Vi fu applicato l'editto di Rotari del 643 e furono fondate diverse abbazie. Il porto di Genova divenne un porto franco e si sviluppò la coltivazione in terrazza, mentre riprendevano i commerci con l'interno.
Con i Franchi nel IX secolo la Liguria venne suddivisa in tre marche: la marca aleramica, la marca arduinica e la marca obertenga, che fecero in seguito parte della Marca Marittima, nata con compiti di contenimento e vigilanza sull'alto Mar Tirreno contro i Saraceni.

## L'ascesa di Genova

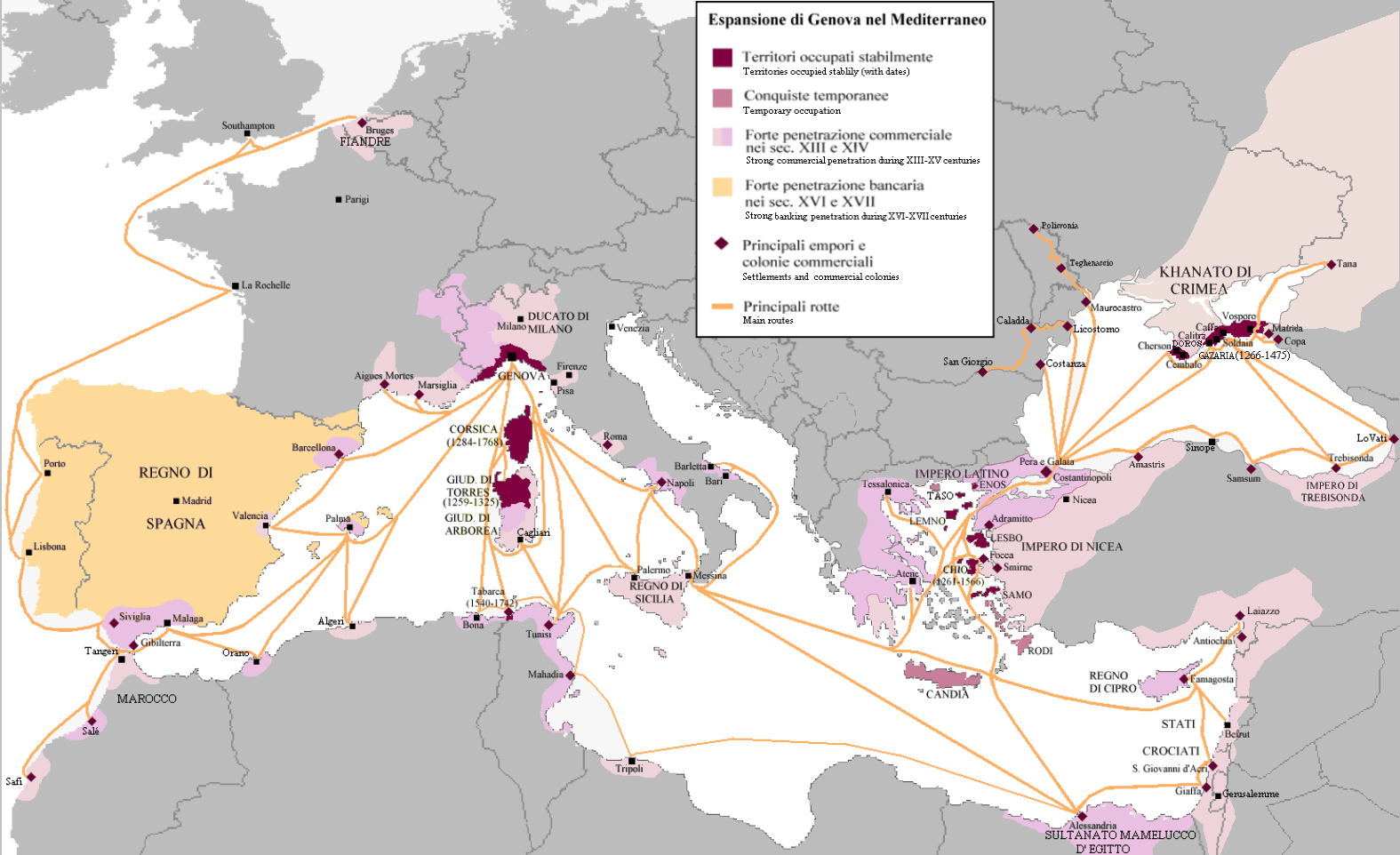
Repubblica di Genova.

Il contatto, più spesso lo scontro, con questo problema fu per la Liguria e per Genova, le cui storie da ora in poi sono identificate, un evento ricchissimo di conseguenze. Certo, prima di tutto significò sangue e lacrime per le popolazioni, vittime di ripetute e terribili scorrerie ed abbandonate in prima linea.

Con il confronto con gli arabi arrivò, e fu magistralmente acquisito dai genovesi, una nuova e straordinaria dimensione culturale, fatta di conoscenza, tecniche ed esperienze di navigazione e di commerci, contatti mercantili con il resto di un Mediterraneo che diventava improvvisamente piccolo, che proiettò in meno di un secolo la città dalla pigra e lontana periferia di un impero in crisi al centro delle vicende di una cristianità in espansione. Furono infatti le crociate che riconobbero di fatto a Genova il ruolo di protagonista marittima che l'accompagnerà nei secoli successivi.

## La Repubblica di Genova
Questo evento porta i genovesi nel centro del mondo, dove sono decisivi nella conquista di Gerusalemme (Præpotens Genuensium præsidium), dove acquisiscono colonie e mercati, dove incassano ricchezze straordinarie. Dopo le vittorie della Meloria su Pisa e, successivamente, della Curzola su Venezia, il Mar Nero è un lago genovese, la Croce di San Giorgio domina sul Mar Mediterraneo, ed il Banco di San Giorgio arriverà a gestire un patrimonio superiore a quello delle più importanti dinastie europee, che al Banco ricorreranno per avere credito ed appoggi.
Saldamente attestata sui valichi montani alle sue spalle e lungo le due Riviere ai suoi lati, tra Monaco e Portovenere, Genova dà al suo dominio di terra la forma della Regione che conosciamo oggi. Le sue colonie, i suoi contatti cosmopoliti, le sue rotte mercantili le danno quelle ricchezze e quelle competenze che rimarranno nella sua storia fino ad oggi.
Le vicende storiche internazionali e la ricerca di nuovi sbocchi commerciali portano i genovesi fuori dai limiti casalinghi del Mediterraneo. Sono in Cina alla corte mongola, sono alle Canarie ed a Capo Verde, costeggiano l'Africa verso Sud: soprattutto sono in Spagna, da dove il più famoso di loro partirà per cercare una nuova rotta per le Indie e tornerà con la rotta per un Mondo Nuovo.

## Il secolo dei genovesi (El siglo de los genoveses)
I rapporti fra Genova e la Penisola Iberica hanno una tradizione consolidata, che inizia con la liberazione di Tortosa dai Mori da parte dei genovesi, passa attraverso i rapporti con il Portogallo di Enrico, in particolare con la famiglia genovese Pessagno, ed arriva a quello che viene definito "el siglo de los genoveses"; compreso il feroce conflitto che vide prevalere gli Aragonesi nel dominio del Mediterraneo Occidentale ed in Sardegna. Non è quindi un caso che Cristoforo Colombo fosse in Spagna
E non è un caso che i genovesi, più di un terzo dei quali aveva residenza in Spagna, da queste loro basi, da Siviglia in particolare, gestissero i ricchissimi traffici provenienti dai nuovi territori che gli spagnoli andavano conquistando. Perduto il Mar Nero e le loro colonie nel Levante a causa dei Turchi, i genovesi capirono che era necessario spostare di 180° il loro asse commerciale, girare lo sguardo dall'oriente all'occidente come aveva fatto Colombo, sostituendo le ricchezze delle spezie con quelle dell'argento che, si diceva infatti, nascesse in America, splendesse a Siviglia ma venisse seppellito a Genova.
Il simbolo di questo processo ha il nome di Andrea Doria, sorta di padre della patria genovese, uomo di fiducia di Carlo V, che giocando su questo ingente flusso economico, seppe dare alla Repubblica risorse economiche e strutture politiche che durarono fino a Napoleone Bonaparte.

## Il declino fino a Napoleone
La Liguria, inadeguata a giocare una propria politica estera, vive inserita nell'orbita spagnola, gestendone di fatto le finanze per un lungo periodo: sostanzialmente finché c'e qualcosa da amministrare. Ma le ricchezze spagnole, come la sua potenza, vanno in esaurimento, e per l'impero iberico, sotto attacco l'inglese ed olandese, Genova diventa sempre più marginale.
La tutela si allenta, la Repubblica Oligarchica si ritrova isolata, asfittica ed esclusa dai traffici importanti; tenterà una spedizione in Indonesia alla ricerca del proprio futuro, ma l'iniziativa verrà annientata dagli olandesi. Nel Mediterraneo la presenza dei Barbareschi e l'incapacità di contrapporvisi efficacemente, la bassa redditività dei traffici rispetto a quelli oceanici, la povertà dei mercati partecipano ad un quadro dove la presenza genovese è l'ombra del protagonismo di un tempo. In più, la Liguria deve fare i conti con gli appetiti dei francesi, ai quali venderà in seguito la Corsica, e dei piemontesi, per i quali la Regione diventa sempre di più un irrinunciabile sbocco al mare.
La Repubblica di San Giorgio, incapace di rinnovarsi, trascorre malinconicamente gli ultimi tempi della propria storia a difendere la propria indipendenza dai Savoia, combattendo per brandelli della propria terra dai nomi altisonanti di marchesati e principati ma poveri e piccoli come fazzoletti. Poco significano gli scatti d'orgoglio che si consumano in episodi come quello di Balilla. Finché Napoleone ne formalizza la cancellazione, trasformandola prima in Repubblica Ligure, di fatto satellite francese, per poi annetterla tout court.
Ironia della storia, a cancellare l'ultima delle Repubbliche Marinare italiane fu un suo figlio mancato; infatti la Corsica fu consegnata dai genovesi ai francesi (1768) un anno prima che il Napoleone vi nascesse francese anziché genovese (1769).

## Con i Savoia verso l'unità d'Italia
Quella che uscì dalle grandi bufere napoleoniche era un'Europa diversa, con nuovi protagonisti e senza spazi per stati piccoli, deboli e non finalizzati agli interessi dei Grandi. Nonostante gli impegni presi ed i disperati tentativi operati a Vienna dai pochi genovesi ammessi, la Repubblica inerme viene regalata ai Savoia, che la trasformano in Ducato aggregandolo al Regno di Sardegna. Notiamo che la Liguria, a differenza di tutte le altre regioni italiane, non hai mai approvato l'annessione allo Stato sabaudo prima e al Regno d'Italia poi con plebisciti o altre forme di democrazia.
Chi volesse visitare i forti costruiti dai Savoia a "difesa" di Genova, potrà notare le cannoniere rivolte non verso l'esterno delle mura ma verso l'interno, verso la città. Comunque, dopo un primo periodo di profonde incomprensioni fra gli ex nemici, culminato con gravi scontri urbani e la calata dei bersaglieri a Genova, le complementarità territoriali, sociali ed economiche danno i loro frutti, e le reciproche convenienze emergono evidenti a fondere liguri e piemontesi nella nascente prospettiva risorgimentale ed in seguito nella visione unitaria. Notevole ed articolato il contributo della Liguria alla causa unitaria: solo i nomi più noti sono Giuseppe Mazzini, Goffredo Mameli, Giuseppe Garibaldi, Nino Bixio. In seguito il Partito Socialista Italiano nascerà proprio a Genova.
Notevoli sono i vantaggi che la Liguria acquisisce nel processo, e solo il sogno della singola Genova città-stato sotto l'egida inglese, vagheggiato nella Superba a Vienna, li può mettere in discussione rispetto al pigro e decadente periodo di indipendenza repubblicana precedente. La realtà regala alla città il ruolo di "Manchester Italiana", la sua Borsa è una delle più importanti d'Europa ed il suo porto rinasce, specialmente dopo l'apertura del Canale di Suez.

## In Italia e la Grande Guerra
Il passaggio da Regno di Sardegna a Regno d'Italia si rivela un percorso molto difficile e complesso, al quale molte strutture neo-nazionali si rivelano inadeguate. Nelle mille problematiche amministrative ed istituzionali qualcuno trova il tempo per sottrarre gli ultimi lembi di terreno alla Liguria per assegnarli al Piemonte, come se si fosse ancora nel settecento. Comunque la regione, Genova, in particolare, gode di una consistente presenza di imprenditori e di capitali esteri, inglesi prima (che qui fonderanno nel 1893 il Genoa, prima squadra di calcio italiana) e tedeschi poi, che, combinata con le notevoli risorse proprie che la città si era costruita nel tempo, in qualche misura le danno una marcia in più rispetto ad altre zone del Paese.
Questo non la salva dal pagare un alto tributo ai problemi del paese con l'emigrazione, rivolta principalmente verso l'Argentina. La prima guerra mondiale porta alla Liguria, a Genova e La Spezia dove hanno sede le grandi industrie belliche pesanti, una opportunità economica molto consistente.
Il dopoguerra e la profonda crisi che porta alla gestazione del fascismo non risparmia il capoluogo, che vede il suo patrimonio industriale cooptato dall'IRI, che sbarca pesantemente in città con il più grande progetto siderurgico nazionale, realizzato poi dopo la guerra. La struttura territoriale ed amministrativa della città è ormai inadeguata al peso della sua dimensione economica, e Genova si allarga inglobando nei propri confini amministrativi alcuni paesi limitrofi: il litorale urbano è ora lungo 35 km e la città cresce all'ombra delle Partecipazioni Statali.